# Panagiótis Doxarás
Panagiótis Doxarás, en grec moderne : Παναγιώτης Δοξαράς (1662-1729) est un peintre et écrivain grec. Membre prolifique de l'école de l'Heptanèse, il est influencé par les premiers membres du mouvement, à savoir Ilías Móskos, Théodore Poulakis, Stéphanos Tzangarólas, Spyrídon Sperántzas (el) et Victor le Crétois. L'école de l'Heptanèse évolue pendant la période baroque et se poursuit jusqu'au baroque tardif ou rococo. 

## Historique
Le fils de Doxarás, Nikólaos Doxarás (el), poursuit le mouvement artistique jusqu'à l'ère néo-classique. Panagiótis et son fils Nikólaos ont tous deux perfectionné l'école qui a été fortement influencée par le style vénitien. L'école de l'Heptanèse a également influencé la peinture italienne. Parmi les autres artistes influencés par Doxarás, citons Nikólaos Kandoúnis (el). Panagiótis Doxarás a eu pour professeur le célèbre peintre Léos Móskos (el). Il a étudié avec lui pendant son séjour à Venise. 
Panagiótis Doxarás a peint des portraits remarquables de Johann Matthias von der Schulenburg. Il a introduit la maniera italiana dans l'école heptanaise, modifiant radicalement le style de la maniera greca. Il est considéré comme le père du rococo grec et des Lumières grecques modernes dans l'art.

## Galerie

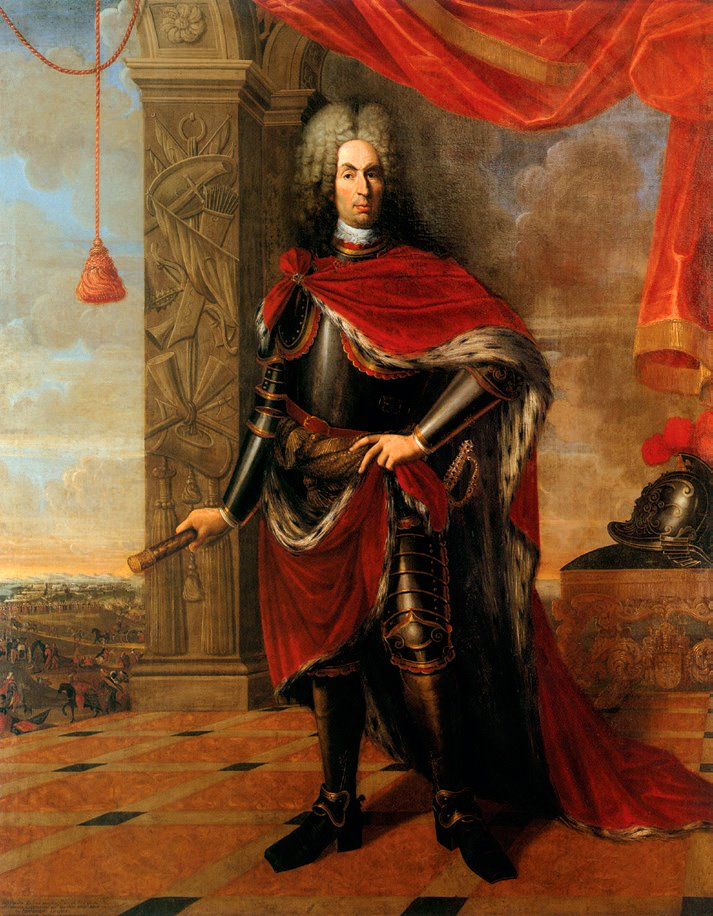
Comte Johann Matthias von der Schulenburg
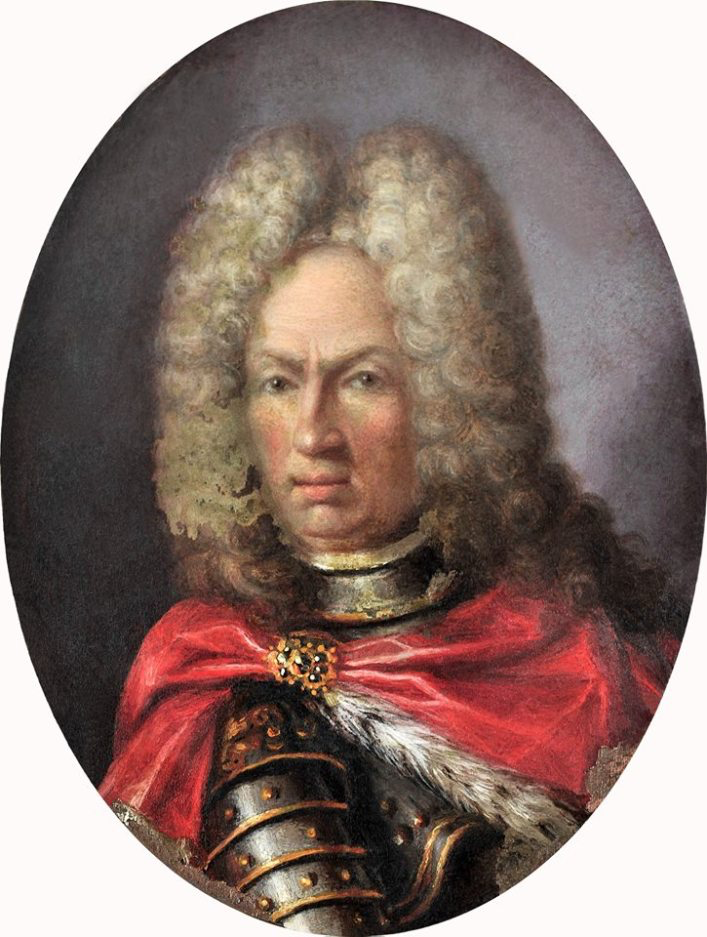
Matthias von der Schulenburg
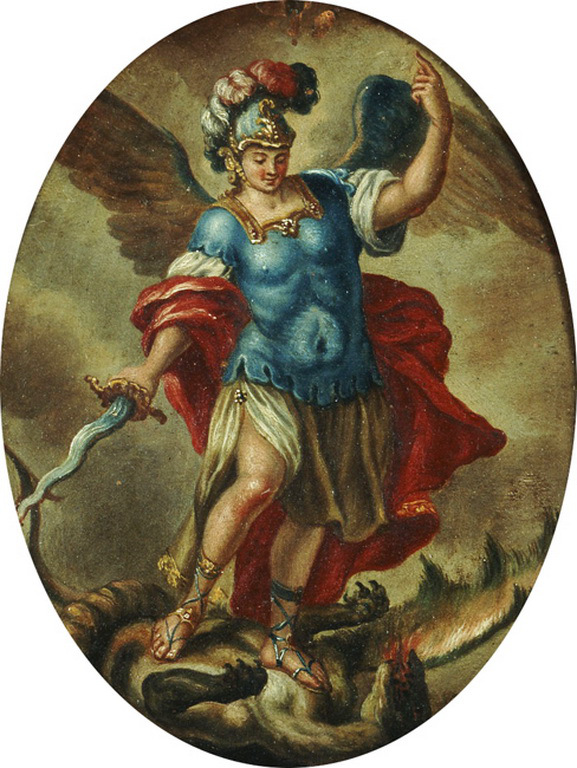
Archange Michel
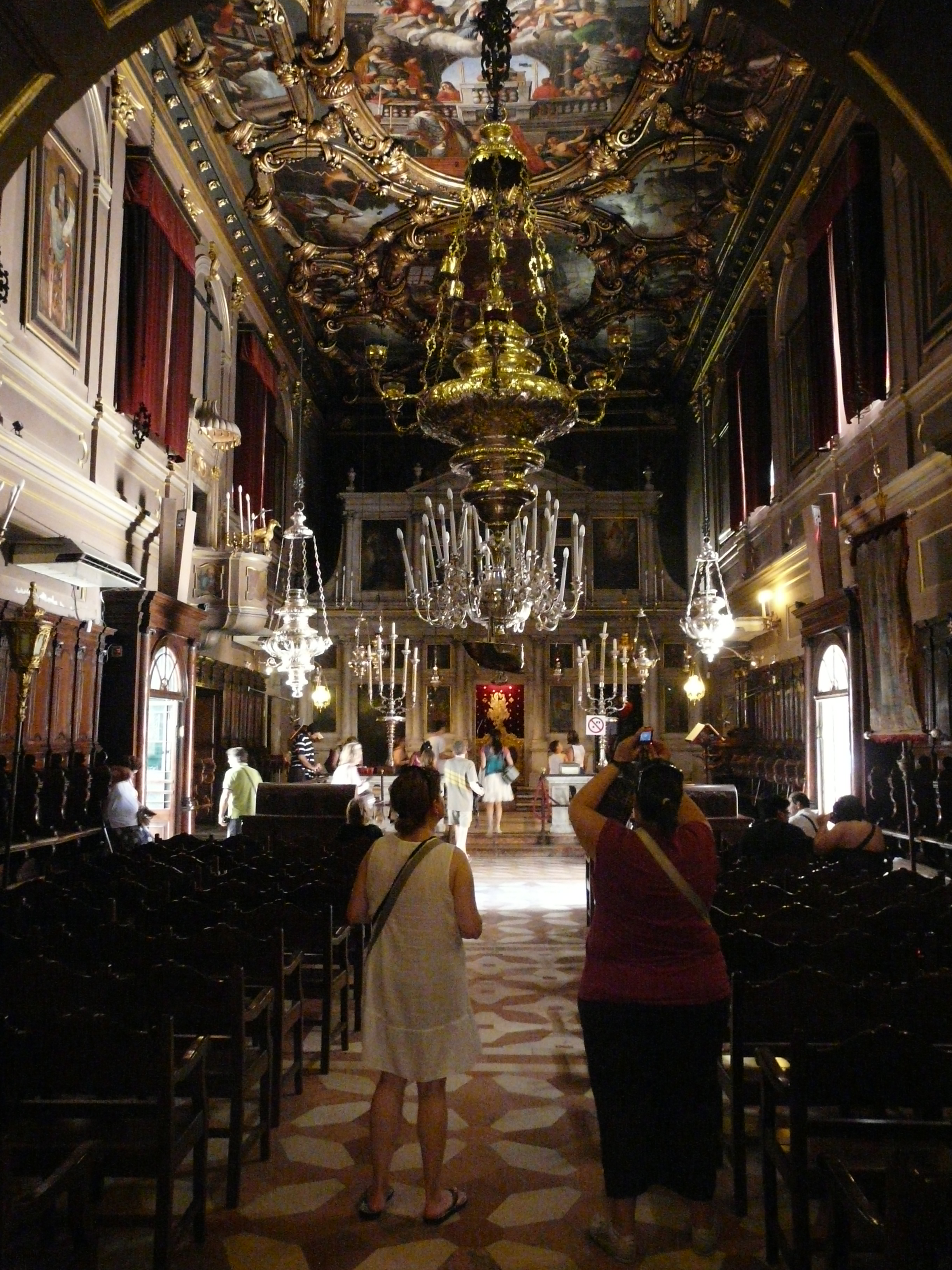
Église Saint-Spyridon (en) (Corfou)
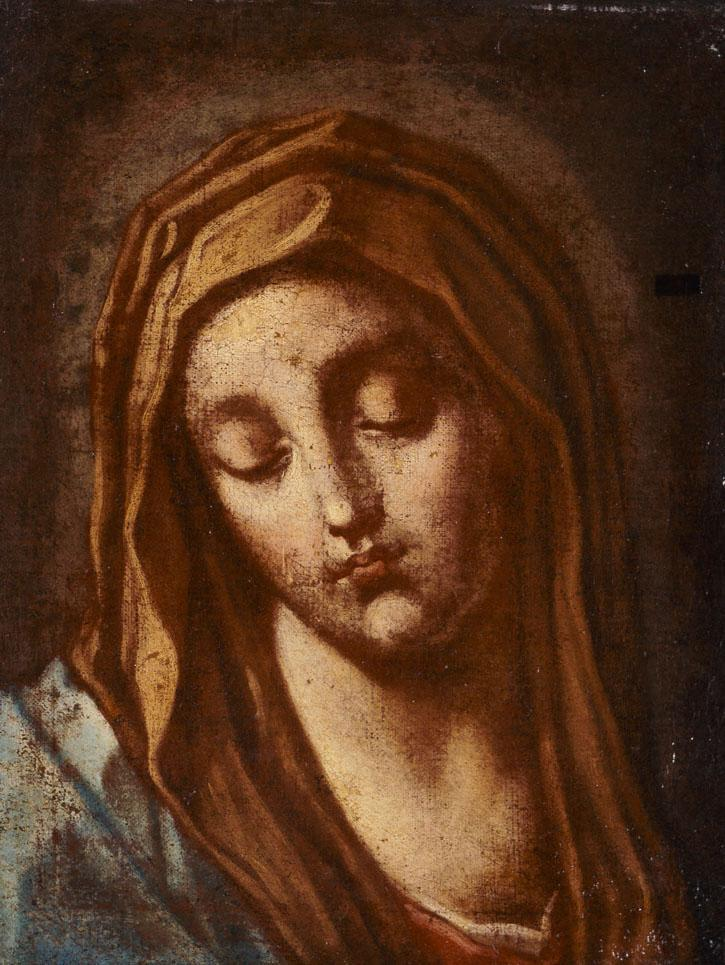
Vierge Marie
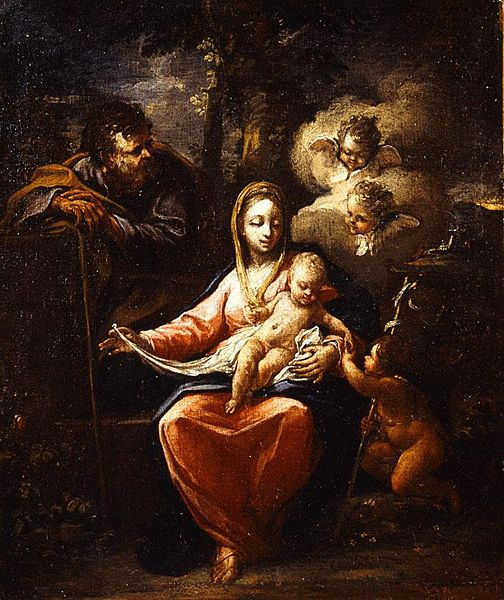
Sainte Famille
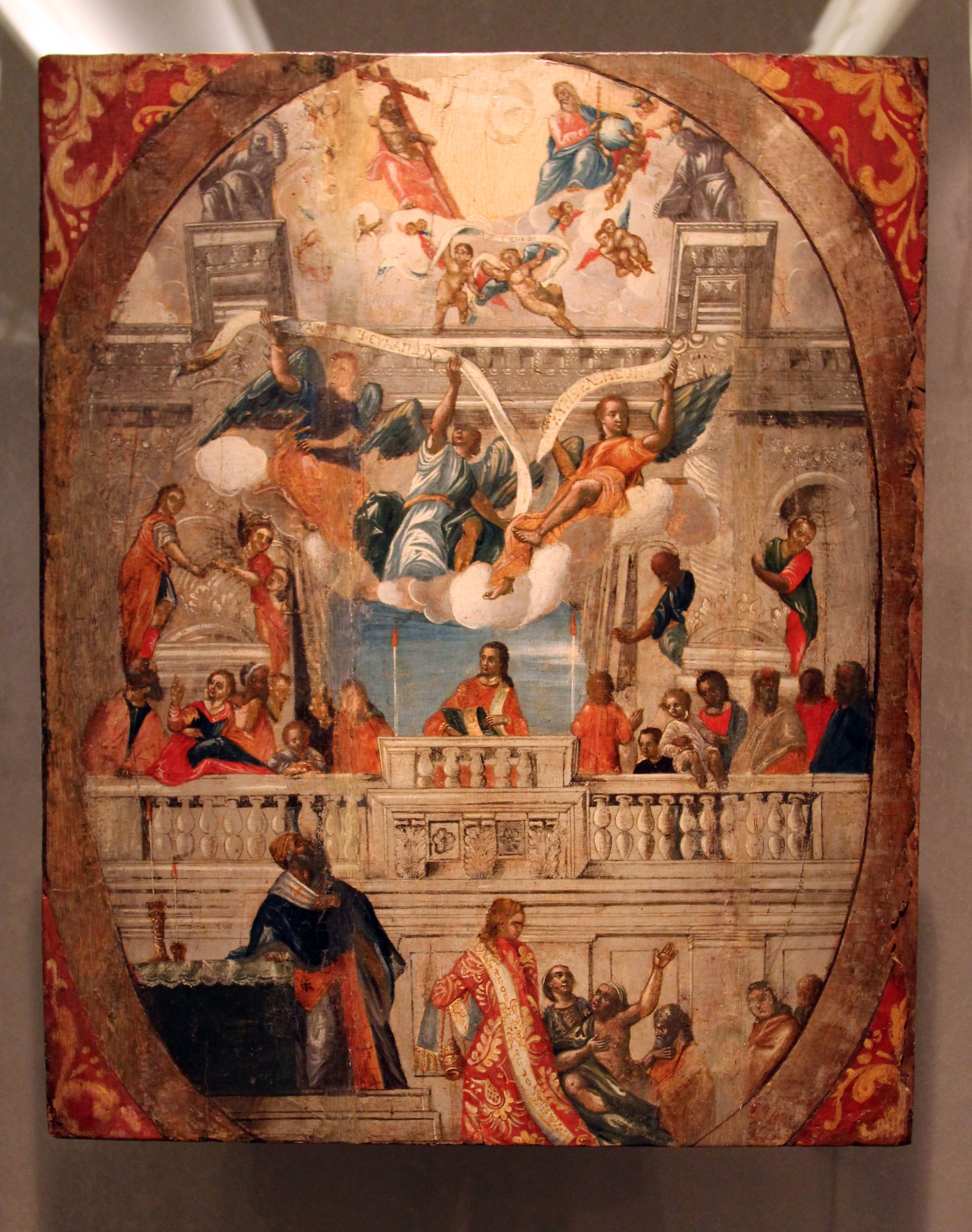
La Liturgie de Saint-Spyridon (Musée Byzantin - Athènes)
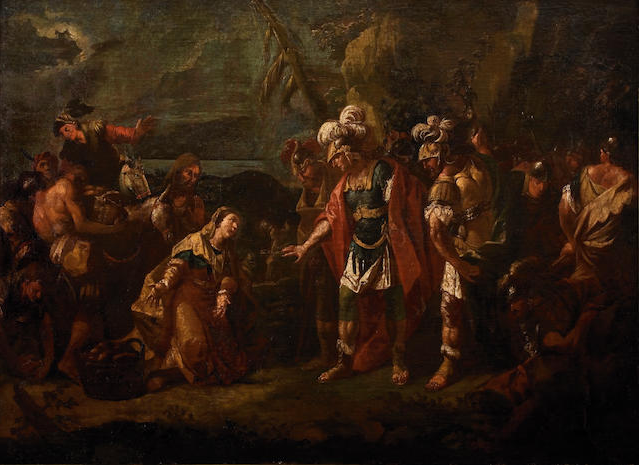
Alexandre le Grand